# Bucklandiella sudetica
Bucklandiella sudetica (Syn.: Racomitrium sudeticum (Funck), deutsch Sudeten-Zackenmütze oder Sudeten-Zackenmützenmoos) ist eine Laubmoos-Art aus der Familie Grimmiaceae.

## Merkmale
Bucklandiella sudetica bildet lockere bis dichte, gelbliche oder olivgrüne bis dunkelgrüne, innen braune bis schwärzliche Rasen. Die bis 5 Zentimeter langen, niederliegenden bis aufsteigenden Stämmchen sind meist wenig verzweigt. Die trocken anliegenden, feucht aufrecht abstehenden Blätter sind lanzettlich und allmählich in die Spitze verschmälert. Sie sind einzellschichtig, nur in der Nähe der Blattspitze können auch zweizellschichtige Stellen vorhanden sein. Im oberen Teil sind die Blätter gekielt. Die Blattränder sind auf einer Seite breit, auf der anderen Seite nur schwächer umgerollt oder sogar flach. Eine hyaline Glasspitze kann ganz fehlen oder sie ist kurz und gezähnt. Die einfache, auf der Rückseite stark konvexe Rippe reicht bis zur Blattspitze. Sie ist an der Basis etwa 60 bis 85 µm und oben 40 bis 55 µm breit. Unten ist sie drei- bis vierzellschichtig, oben meist drei-, seltener zweischichtig; auf der Ventralseite weist sie 2 bis 4 weitlumige Zellen auf.
Die Laminazellen sind am Blattgrund verlängert rechteckig und haben knotig verdickte Wände, in der Blattmitte kurz rechteckig bis quadratisch. Sie sind entweder glatt oder pseudopapillös mit flachen, runden Papillen über den Zellwänden. Blattflügelzellen sind nicht oder kaum differenziert, die basalen Blattränder weisen einen Blattsaum aus etwa 5 bis 10 hyalinen und glatten bis buchtigen Zellen auf.
Die hellgelbe bis bräunliche Seta ist 2 bis 3,5 Millimeter lang, die Kapsel ist länglich-eiförmig und bis 1,6 Millimeter lang. Die 280 bis 410 µm langen Peristomzähne sind ungeteilt oder in der oberen Hälfte in 2 bis 3 Äste gespalten, die Basalmembran ist 35 bis 50 µm hoch. Die Sporengröße beträgt etwa 12 bis 16 µm.

## Verbreitung und Standortansprüche
Bucklandiella sudetica ist auf der Nordhalbkugel in Europa, Asien und Nordamerika – ausgenommen jeweils die südlichen Gebiete – sowie auf der Südhalbkugel im südlichen Südamerika, in Australien und in der Antarktis verbreitet. 
Es besiedelt Silikatfelsen in sonnigen oder halbschattigen Lagen der hochmontanen bis subalpinen Höhenstufen.